# Bubble Witch Saga 2
Bubble Witch Saga 2 est un jeu vidéo de réflexion. Il fait suite à Bubble Witch Saga et a été développé et édité par King.com. Le jeu sorti le 2014 sur iOS, Android et navigateur. 
Il a pour suite Bubble Witch Saga 3.

## Accueil
- Gamezebo : 4/5[1]
- TouchArcade : 3,5/5[2]